# Guérin (biskup)
Guérin řečený Bratr Guérin (francouzsky Frère Guérin, † 1227) byl senliským biskupem, strážcem pečeti a kancléřem francouzského krále za vlády Filipa II., Ludvíka VIII. a také za regentské vlády Blanky Kastilské. Má svůj osobní podíl na založení registru královských listin, ve kterém jsou listiny datované až do roku 1276.

## Život
| „                 | ... bratr Guérin, který byl zvolen biskupem v Senlis (nazýváme ho bratrem, protože složil řádový slib johanitů a neustále nosí řádový šat), chytrý to muž, přemoudrý rádce, skvěle předvídající věci příští... | “ |
| — Vilém Bretaňský | |   |

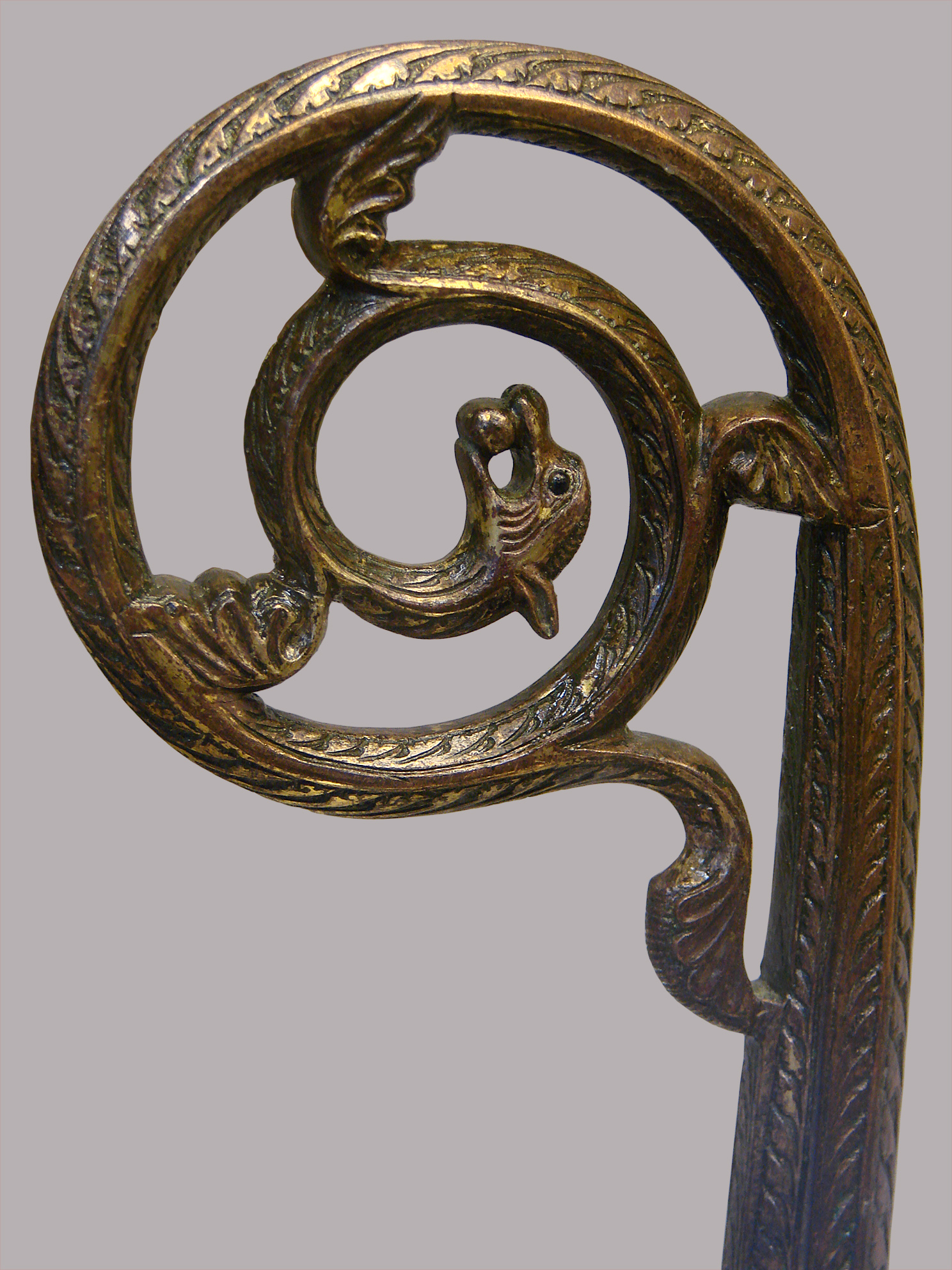
Guérinova biskupská berla

Původně byl řeholníkem řádu johanitů a pro krále Filipa byl již od nástupu na trůn velmi cenným rádcem. Roku 1214 se ještě před převzetím biskupského úřadu zúčastnil bitvy u Bouvines, kde zahájil bitevní klání a podařilo se mu vzít do zajetí těžce raněného Renauda z Dammartinu.
Ke konci Filipovy vlády zastával téměř funkci místokrále a významnou roli zastával i na dvoře jeho syna Ludvíka VIII., kterého dvakrát doprovázel na kruciátě proti katarům.  Roku 1219 byl s Ludvíkem v bitvě u Marmande a roku 1226 spolu s ním snášel útrapy obléhání Avignonu a byl také jedním ze svědku jeho skonu. Umírající král jej společně s Bartlomějem z Roye a Janem z Nesle pověřil péčí o syna Ludvíka IX. a všichni tři také podpořili počátek regentské vlády královny vdovy. 
O rok později Guérin vrátil státní pečetě a krátce poté zemřel. Byl pochován v cisterciáckém klášteře Chaalis v senliské diecézi. Podoba náhrobku je známá díky kresbě Françoise Rogera de Gaignières, kde žehnající Guérin leží na polštáři drženém dvěma anděli, v ruce má biskupsku berli a pod nohama lva.